# Semion Farada
Sémion Lvovitch Ferdman (en russe : Семён Львович Фердман), connu sous le nom de scène de  Sémion Farada (Семён Фарада), né le 31 décembre 1933 à Nikolskoïe (oblast de Moscou, Union soviétique), mort le 20 août 2009 à Moscou, est un acteur soviétique et russe.

## Biographie
Farada est né dans la famille du major de l'Armée soviétique Lev Solomonovitch Ferdman et son épouse Ida Schuman d'origine juive. Sémion a une sœur Ievguenia, née en 1939. Élève studieux Sémion a fini l'école avec la médaille d'or. Il est diplômé de l'Université technique d'État de Moscou-Bauman en 1962. Il effectue son service militaire dans la marine soviétique à Baltiïsk. Pendant sept ans il travaille comme ingénieur en génie énergétique et se produit sur scène du théâtre amateur. Il se fait connaitre sous les traits de clown Sénia dans l'émission de télévision pour enfants "ABVGDeïka" dans les années 1970. Après plusieurs saisons, il acquiert une renommée certaine. À cette époque il change officiellement son nom de famille en Farada. Son début au cinéma a lieu dans l'épisode du film Vacances de l'âge de pierre de Sémion Raitbourt en 1967. Au cinéma, il apparaissait toujours dans les épisodes, bien qu'en tout il comptait environ 130 films à son actif.
En 1972, Iouri Lubimov l'invite dans la troupe du Théâtre de la Taganka où il travaillera pendant trente ans.
En 1975, Farada s'est marié avec Maria Politseïmako avec qui il a un fils Mikhaïl.
En 1991, il est distingué artiste du Peuple de la RSFSR, puis, en 1999 - artiste du peuple de la fédération de Russie.
En 2000, alors qu'il se remettait de l'opération du cœur, Farada fut frappé par un accident vasculaire cérébral dont il a gardé les séquelles l'empêchant de remonter sur scène. Peu après, il est victime d'une fracture du col du fémur et d'un deuxième AVC. Il est décédé à l'hôpital Vichnevski à Moscou en 2009 et fut inhumé au cimetière Troïekourovskoïe.

## Filmographie partielle
- 1979 : Ce même Münchausen (Тот самый Мюнхгаузен, Tot samyi Munchausen) téléfilm de Mark Zakharov : commandant en chef
- 1984 : La Formule de l'amour (Формула любви, Formoula lioubvi) téléfilm de Mark Zakharov : Margadon
- 1984 : Mon ami Ivan Lapchine (Мой друг Иван Лапшин, Moï droug Ivan Lapchine) d'Alekseï Guerman : Djatiev
- 1986 : L'Homme du boulevard des Capucines (Человек с бульвара Капуцинов, Tchelovek s boulvara Kapoutsinov) d'Alla Sourikova : M. Thompson
- 1988 : Tuer le dragon (Убить дракона, Oubit drakona) de Mark Zakharov : chef d'orchestre